# Berrocal de Salvatierra
Berrocal de Salvatierra là một đô thị ở tỉnh Salamanca, phía tây Tây Ban Nha, cộng đồng tự trị Castile-Leon. Đô thị này có cự ly 45 kilômét so với thành phố tỉnh lỵ Salamanca và có dân số 125 người.
Đô thị này nằm ở khu vực có độ cao 900 mét trên mực nước biển.
Mã số bưu chính là 37795.